# Bahnhof Nastätten
Der Bahnhof Nastätten war ein Bahnhof der meterspurigen Bahnstrecke Zollhaus–St. Goarshausen sowie der abzweigenden Bahnstrecke Nastätten–Oberlahnstein, welcher sich in Nastätten im Rhein-Lahn-Kreis in Rheinland-Pfalz befand. Er wurde von der Nassauischen Kleinbahn betrieben.

## Hintergrund

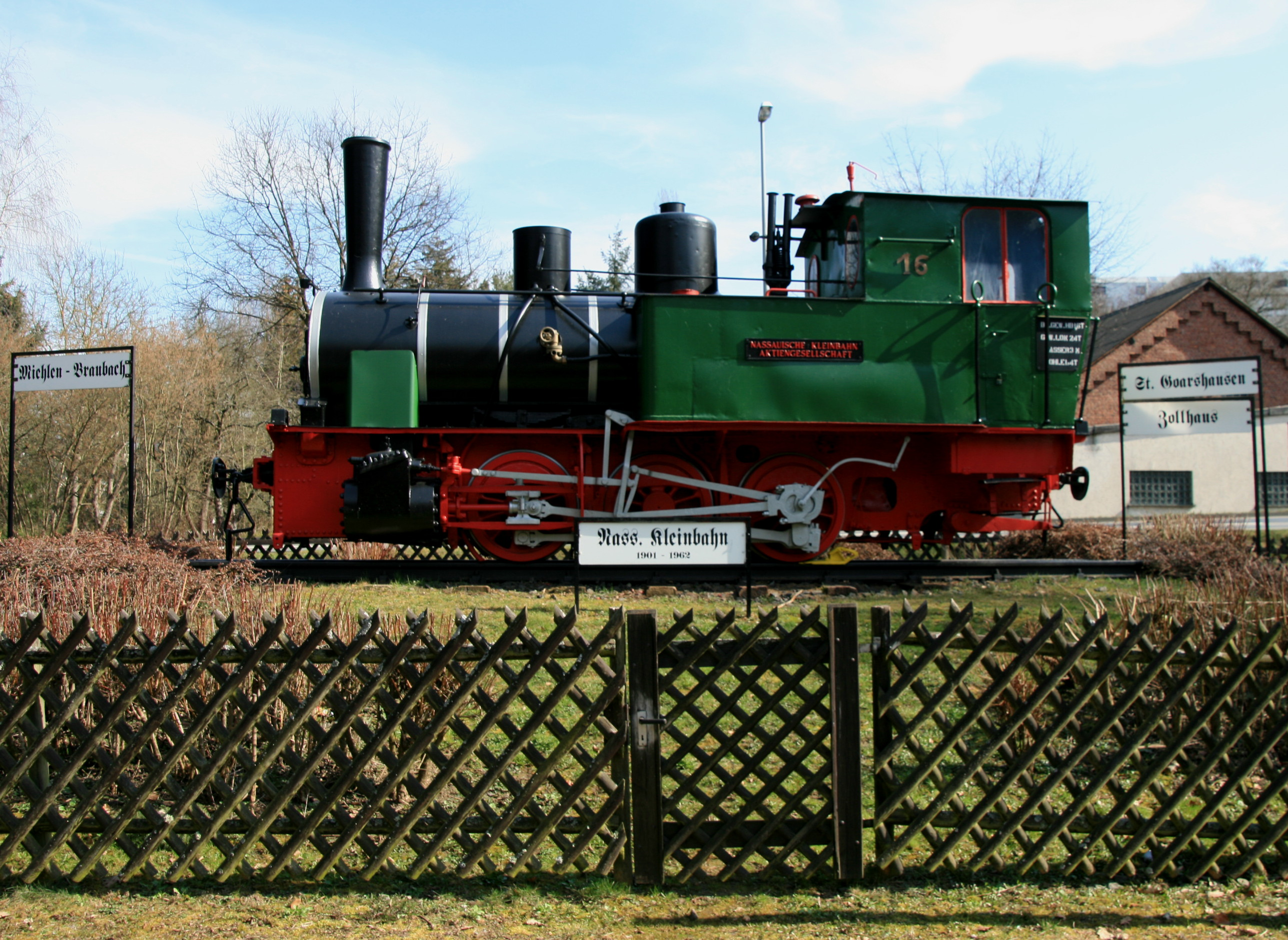
Lokomotive sowie Bahnhofs-Namensschilder diverser Kleinbahnhöfe in der nähe des Bahnhofs Nastätten (2012)

Der Bahnhof wurde 1900 eröffnet, die Züge verkehrten zunächst von Nastätten nach St. Goarshausen, 1901 wurden die Strecken nach Miehlen, 1903 über Braubach bis Oberlahnstein verlängert, und Zollhaus eröffnet. 
Der Personenverkehr nach Braubach wurde bereits 1929 eingestellt, ab 1932 gab es Güterverkehr auf dieser Strecke nur noch bis Miehlen, der 1955 auch eingestellt wurde. der Personenverkehr nach St Goarshausen und Zollhaus wurde 1952 eingestellt. 1956/57 wurde auch der Güterverkehr beendet und in den folgenden Jahren die Strecken abgebrochen.
Das historische Empfangsgebäude ist bis heute erhaltenen, wobei die Gleisanlagen rückgebaut wurden. Der achtständige Rundschuppen mit Wasserturm und die viergleisige Werkstatt sind heute nicht mehr vorhanden. Vorhanden waren außerdem ein mechanisches Stellwerk, ein Fahrkartenschalter, eine Gepäckabfertigung, ein Warteraum sowie Dienstwohnungen. Die ehemaligen Strecken der Nassauischen Kleinbahn wurden inzwischen weitestgehend in Radwege umgewandelt.
Der Bahnhof hatte ursprünglich eine Funktion als Verbindung für Reisende aus dem Aartal an die Rechte Rheinstrecke. 1950 gab es aber keine durchgehenden Züge mehr, die Züge endeten und begannen in Nastätten. 
Südlich des Bahnhofes in einer Grünanlage befand sich ein Freilichtmuseum, Schilder der Bahnhofsnamen, Signale und Betriebszubehör waren hier ausgestellt. 1981 bis 2017 war  die Lokomotive 16 der Nassauischen Kleinbahn, die 1957 für den Streckenabbau von der Kleinbahn Selters–Hachenburg erworben worden war, hier als Denkmal. Heute steht sie in den Niederlanden. 